# シリウス (新潟県の企業)
株式会社シリウスは、新潟県新潟市中央区に本社を置く企業で、アミューズメント施設の『パチンコ&スロット N-1（エヌワン）』、大型書店の『知遊堂』、飲食店の『バリスタカフェ』を主に新潟県内に展開している。

## 概要
主力であるアミューズメント施設の『パチンコ&スロット N-1』は、2021年8月現在、新潟県では下越地方を中心に19店舗、福島県に3店舗、千葉県に1店舗を展開している。
また、新潟県内では書店事業として『知遊堂』の名称で3店舗を展開しており、いずれの書店にも飲食店の『バリスタカフェ』を併設している。
バリスタカフェで提供されるパンケーキは人気があり、しばしば地元の情報誌で取り上げられる。
東京商工リサーチによる新潟県内の売上高ランキングでは上位にランキングしている企業であり、2012年に発表された売上高ランキングでは県内第7位、2014年においては県内第8位である。

## 前身について

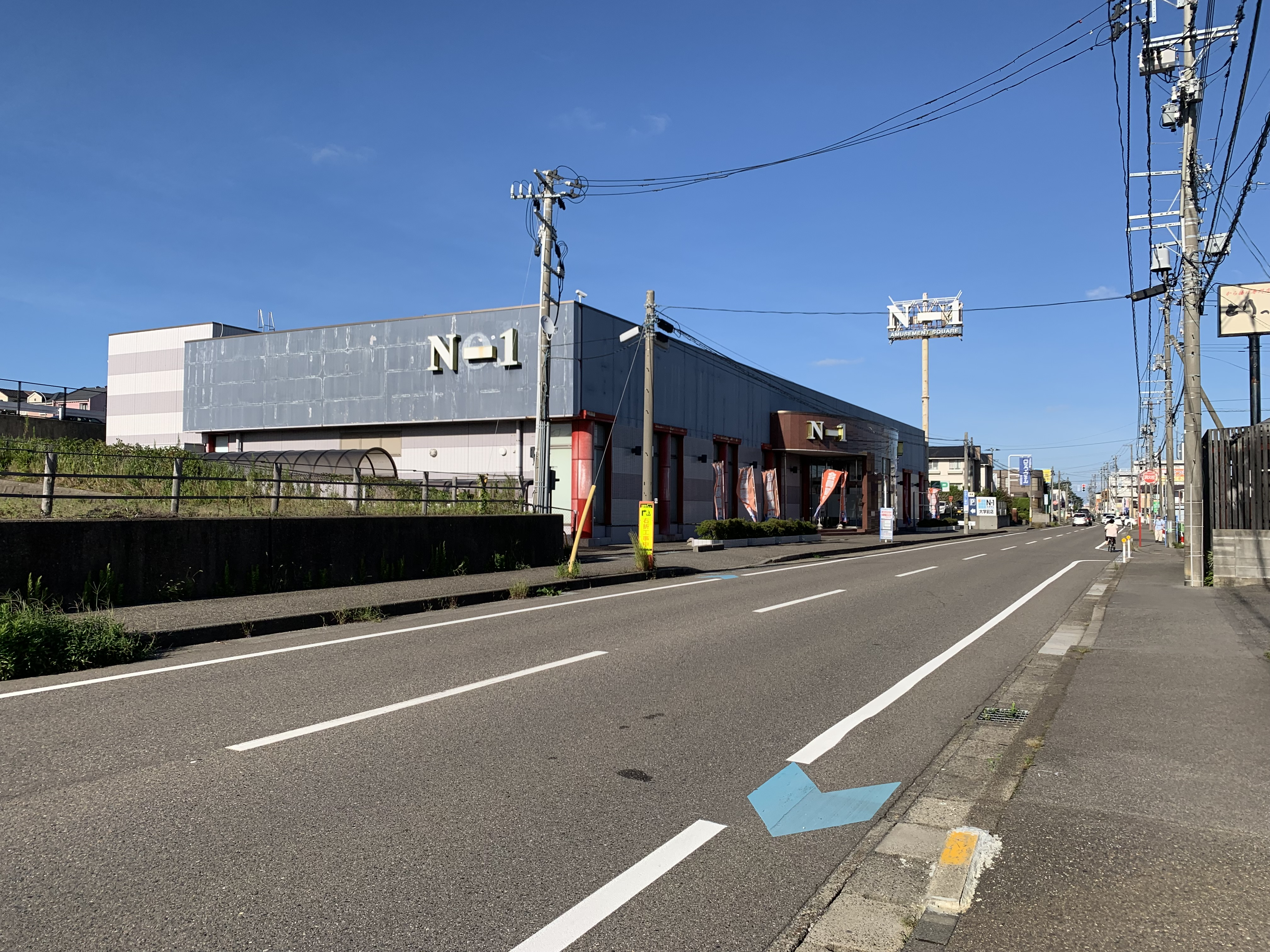
パチンコ&スロット N-1 大学前店（看板の下地にNO.1だった時の跡が見て取れる。当該店舗は現在、閉店・解体済。）

パチンコ店グループ『NO.1』（ナンバーワン）を展開し、県内の業界最大手だったアイビー企画からパチンコ事業を引き継いでいる。
アイビー企画は、2002年11月下旬から2003年12月中旬にかけて、『NO.1』の店舗において不正ロムが取り付けられていたことによって役員が逮捕され、風俗営業等の規制及び業務の適正化等に関する法律（風営法）に基づく営業許可が取り消された。（経営悪化により営業許可証を返納し営業を停止したという報道もある。）
その後、2004年12月にアイビー企画の社長の親族が経営していた会社を受け皿として営業許可申請が降り、『N-1』と改称した新しい看板が設置された。